# Antonski potok
Antónski pôtok (tudi Antonski graben; v zgornjem toku Kopnikov potok) je levi pritok Vuhreščice iz zahodnega dela Pohorja. Izvira v gozdu tik pod vršnim slemenom na severni strani smučarskega središča Kope in teče sprva po ozki gozdnati grapi proti severu, nato počasi zavije proti severovzhodu skozi razloženo naselje Sveti Anton na Pohorju. V tem delu se vanj z obeh strani steka več krajših pritokov iz ozkih grap, malo pred izlivom dobi z desne strani še nekoliko daljši Robnikov potok. Na tem sotočju vstopi v nekoliko širšo dolino Vuhreščice in teče še nekaj sto metrov naprej vzporedno z njo do izliva.
Povirje in zgornji del toka je v magmatskih in metamorfnih kamninah (filitoidni skrilavec in dacit), v spodnjem toku teče po miocenskih peščenjakih in peščenem laporju Ribniško-Lovrenškega podolja.
Tudi ob Antonskem potoku so v preteklosti delovale žage, a so vse utihnile že desetletja nazaj. Po podatkih iz zgodovinskih virov so leta 1825 na njem delovale štiri žage.
Dolinsko dno ob potoku je večinoma neposeljeno, nekaj manjših domačij je samo ob srednjem toku, po dolini pelje lokalna cesta do samotnih kmetij na pobočjih in slemenih.
V preteklosti so v povirju potoka pod Malo Kopo na več mestih kopali železovo rudo.
Zgornji del porečja je vključen v varstveno območje Natura 2000 Pohorje.